# Derya Büyükuncu
Derya Büyükuncu (ur. 2 lipca 1976 roku w Stambule) – turecki pływak, uczestnik sześciu letnich igrzysk olimpijskich (z lat 1992, 1996, 2000, 2004, 2008, 2012).

## Wczesne lata
W wieku dziewięciu lat zdobył brązowy medal w kategorii do 12 lat w 1985 roku na Mistrzostwach Bałkanów, które odbyły się w Bułgarii. W 1987 na Bałkańskich Mistrzostwach odbywających się w Izmirze, zdobył pięć złotych medali. Powtórzył swoje osiągnięcia pięcioma złotymi medalami na Mistrzostwach Bałkanów 1989 w Grecji.
Büyükuncu zdobył dwa złote medale w 1991 na Mistrzostwa Europy Juniorów w pływaniu w Antwerpii w Belgii. W tym samym roku został nazwany „Sportowcem Roku” przez Milliyet. W 1992 roku zdobył złoty medal na Mistrzostwach Europy Juniorów w pływaniu odbywających się w Leeds, ustanawiając nowy rekord juniorów. W ten sposób stał się pierwszym w historii tureckim pływakiem, który został Mistrzem Europy Juniorów.
Uczęszczał na University of Michigan.

## Kariera

### Osiągnięcia
| Rok  | Zawody                        | Miejsce                    | Pozycja | Dystans i styl        | Czas     |
| ---- | ----------------------------- | -------------------------- | ------- | --------------------- | -------- |
| 1991 | Igrzyska śródziemnomorskie    | Ateny                      | 2       | 100 m grzbietowym     |          |
| 1992 | Mistrzostwa Europy Juniorów   | Leeds, Wielka Brytania     | 1       | 100 m grzbietowym     | 58,53    |
| 1992 | Letnie Igrzyska Olimpijskie   | Barcelona, Hiszpania       | 5 (Q)   | 100 m grzbietowym     | 57,38    |
| 1992 | Letnie Igrzyska Olimpijskie   | Barcelona, Hiszpania       | 8 (Q)   | 200 m grzbietowym     | 2:06,01  |
| 1993 | Igrzyska śródziemnomorskie    | Nicea                      | 1       | 200 m grzbietowym     |          |
| 1996 | Letnie Igrzyska Olimpijskie   | Atlanta, Stany Zjednoczone | 27      | 100 m motyl           | 54,89    |
| 1996 | Letnie Igrzyska Olimpijskie   | Atlanta, Stany Zjednoczone | 19      | 100 m grzbietowym     | 56,71    |
| 1996 | Letnie Igrzyska Olimpijskie   | Atlanta, Stany Zjednoczone | 21      | 200 m grzbietowym     | 2:04,28  |
| 1997 | Igrzyska śródziemnomorskie    | Bari, Włochy               | 3       | 100 m grzbietowym     |          |
| 1998 | Mistrzostwa świata w pływaiu  | Perth, Australia           | 22      | 100 m stylem dowolnym | 51,58    |
| 1998 | Mistrzostwa świata w pływaiu  | Perth, Australia           | 27 (Q)  | 100 m motyl           | 55,73    |
| 1998 | Mistrzostwa świata w pływaiu  | Perth, Australia           | 27 (Q)  | 100 m grzbietowym     | 57,31    |
| 2000 | Mistrzostwa Europy w pływaniu | Helsinki                   | 3       | 100 m grzbietowym     |          |
| 2000 | Letnie Igrzyska Olimpijskie   | Sydney, Australia          | 15 (Q)  | 100 m grzbietowym     | 56,21    |
| 2004 | Letnie Igrzyska Olimpijskie   | Ateny                      | 26      | 100 m grzbietowym     | 56,34    |
| 2004 | Letnie Igrzyska Olimpijskie   | Ateny                      | 22      | 200 m grzbietowym     | 2:02,69  |
| 2004 | Mistrzostwa Europy w pływaniu | Madryt, Hiszpania          | 13      | 50 m grzbietowym      | 26,62    |
| 2004 | Mistrzostwa Europy w pływaniu | Madryt, Hiszpania          | 8       | 100 m grzbietowym     | 56,14    |
| 2004 | Mistrzostwa Europy w pływaniu | Madryt, Hiszpania          | 7       | 200 m grzbietowym     | 2:02,12  |
| 2005 | Mistrzostwa świata w pływaniu | Montreal, Kanada           | 29      | 100 m grzbietowym     | 56,81    |
| 2005 | Mistrzostwa świata w pływaniu | Montreal, Kanada           | 14      | 200 m grzbietowym     | 2: 01,58 |
| 2007 | Mistrzostwa świata w pływaniu | Melbourne, Australia       | 28      | 50 m grzbietowym      | 26,71    |
| 2007 | Mistrzostwa świata w pływaniu | Melbourne, Australia       | 27      | 100 m grzbietowym     | 56,50    |
| 2007 | Mistrzostwa świata w pływaniu | Melbourne, Australia       | 18      | 200 m grzbietowym     | 2:01,57  |
| 2008 | Letnie Igrzyska Olimpijskie   | Pekin, Chiny               | 24      | 100 m grzbietowym     | 55,43    |
| 2008 | Letnie Igrzyska Olimpijskie   | Pekin, Chiny               | 22      | 200 m grzbietowym     | 1:59,86  |
| 2009 | Mistrzostwa świata w pływaniu | Rzym, Włochy               | 20      | 50 m grzbietowym      | 26,07    |
| 2009 | Mistrzostwa świata w pływaniu | Rzym, Włochy               | 17      | 100 m grzbietowym     | 55,78    |
| 2009 | Mistrzostwa świata w pływaniu | Rzym, Włochy               | 23      | 200 m grzbietowym     | 1:59,49  |
| 2010 | Mistrzostwa Europy w pływaniu | Budapeszt, Węgry           | 28      | 50 m grzbietowym      |          |
| 2010 | Mistrzostwa Europy w pływaniu | Budapeszt, Węgry           | 22      | 100 m grzbietowym     |          |
| 2010 | Mistrzostwa Europy w pływaniu | Budapeszt, Węgry           | 15      | 200 m grzbietowym     |          |

## Źródła
- http://www.biyografi.net.tr/derya-buyukuncu-kimdir/
- http://www.biyografi.info/kisi/derya-buyukuncu
- https://web.archive.org/web/20130923035641/http://www.sports-reference.com/olympics/athletes/bu/derya-buyukuncu-1.html
- http://www.deryabuyukuncu.com/